# Diego Rivera
Pour les articles homonymes, voir Rivera.
Diego Rivera, né le 8 décembre 1886 à Guanajuato (Mexique) et mort le 24 novembre 1957 à San Ángel (un quartier aisé de Mexico), est un peintre mexicain. Bien qu'il ait tout au long de sa vie pratiqué la peinture de chevalet, Rivera est mondialement connu pour ses peintures murales, réalisées au Mexique, principalement à Mexico, et aux États-Unis. Ses peintures murales sont indissociables de ses convictions communistes et de sa fascination pour le passé préhispanique du Mexique,.
.

## Biographie

### Enfance et formation
En 1886, Diego Rivera et son frère jumeau Carlos María Rivera naissent à Guanajuato. Carlos María décède à l'âge d'un an et demi en 1888. En 1893, la famille de Diego Rivera déménage à Mexico.
Il entre en 1896 à l'École nationale des beaux-arts de San Carlos, contre l'avis de son père qui lui aurait préféré une école militaire. En 1905, il sort diplômé de San Carlos.

### Période européenne
Rivera reçoit une bourse de Teodoro A. Dehesa Méndez (es), alors gouverneur de l'État de Veracruz et l'un des piliers du gouvernement de Porfirio Díaz, ce qui lui permet d'étudier en Europe, d'abord à Madrid, en 1907 où il rencontre la jeune peintre cubiste María Blanchard au Musée du Prado, avec laquelle il partage un atelier. En mars 1909, il achève ses études et déménage à Paris, puis quelques semaines après, il fait un tour de l'Europe du Nord, visite Bruges et les Pays-Bas ainsi que Londres. Lors d'un voyage à Bruxelles en 1909 avec María Blanchard, il rencontre la peintre russe Angelina Beloff, avec laquelle il visite la Bretagne et qu'il épouse à Paris. Elle sera sa compagne pendant douze ans. En 1910, il commence à étudier chez le peintre impressionniste Octave Guillonnet.
Il retourne brièvement au Mexique en 1910 pour assister aux festivités du centenaire du début de la guerre d'indépendance. Le 20 novembre 1910, jour du début de la Révolution mexicaine, Carmelita Díaz, épouse du président Díaz, inaugure une exposition d'œuvres de Diego Rivera dans son ancienne école de San Carlos. Elle lui achète six tableaux destinés à sa collection personnelle ; l'État mexicain en acquiert sept. La révolte s'étend dans le pays, et après la prise de Ciudad Juárez par les troupes de Francisco Madero le président Diaz part en exil en mai 1911, espérant ainsi éviter une guerre civile au pays. Rivera, ayant gagné suffisamment d'argent grâce à la vente de ses tableaux, a quitté le pays pour Paris en avril 1911.
Le gouvernement maderiste renouvelle sa bourse en 1911, ce qui lui permet de passer l'été et l'hiver 1912 en Espagne. Accompagné d'Angelina Beloff, il voyage en Catalogne, visite Madrid et Tolède, où il s'intéresse aux œuvres du Greco. Dans une toile de 1912, Vue de Tolède, il peint la ville sous le même angle que Le Greco dans le tableau du même nom.

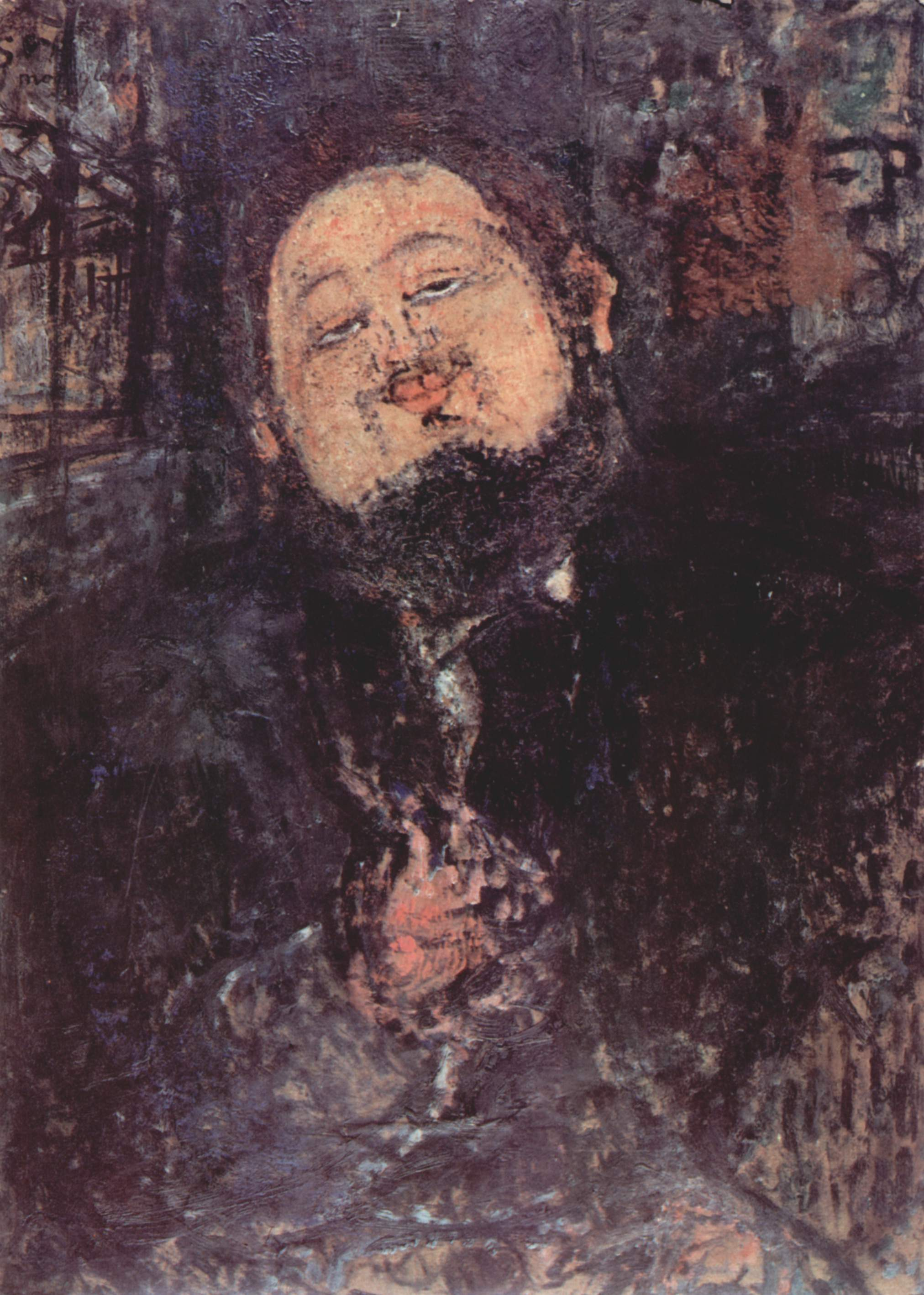
Amedeo Modigliani, Portrait de Diego Rivera, 1914, huile sur toile.

En 1913, le régime de Madero est renversé par Victoriano Huerta. Dès 1914, Rivera s'installe à Montparnasse, où il se lie d'amitié avec Modigliani, qui fait son portrait, et Zinoview dont il fait un portrait cubiste. Mais le gouvernement mexicain en pleine guerre civile ne lui verse plus sa bourse : il doit partir à Majorque, puis passe l'hiver à Madrid.
Appauvri et quasiment sans ressources, il regagne Paris, toujours en compagnie d'Angelina Beloff, qui lui donne en août 1916 un fils, Miguel Ángel, qui meurt à quatorze mois.
Rivera entame une liaison avec l'artiste russe Marie Vorobieff (Marevna), qui durera six ans. Il a aussi plusieurs autres enfants de maîtresses avec lesquelles il entretient de brèves relations. Il n'assume toutefois jamais ses paternités.
Ses œuvres sont exposées à la Modern Gallery de New York avec celles de Picasso, Van Gogh et Cézanne.
Le Mexique connaît alors une des phases les plus violentes de la guerre civile qui oppose les factions révolutionnaires. Désargenté, Rivera doit exécuter des portraits de commande.
En 1919, le gouvernement constitutionnaliste de Venustiano Carranza invite Rivera à rentrer au Mexique ; il lui octroie aussi une subvention qui lui permet d'aller étudier des fresques en Italie, mais la violence continue de faire rage au Mexique ; Emiliano Zapata est assassiné cette même année sur ordre de Carranza, qui le sera lui-même l'année suivante, après avoir été renversé par Alvaro Obregón.

### Retour au Mexique

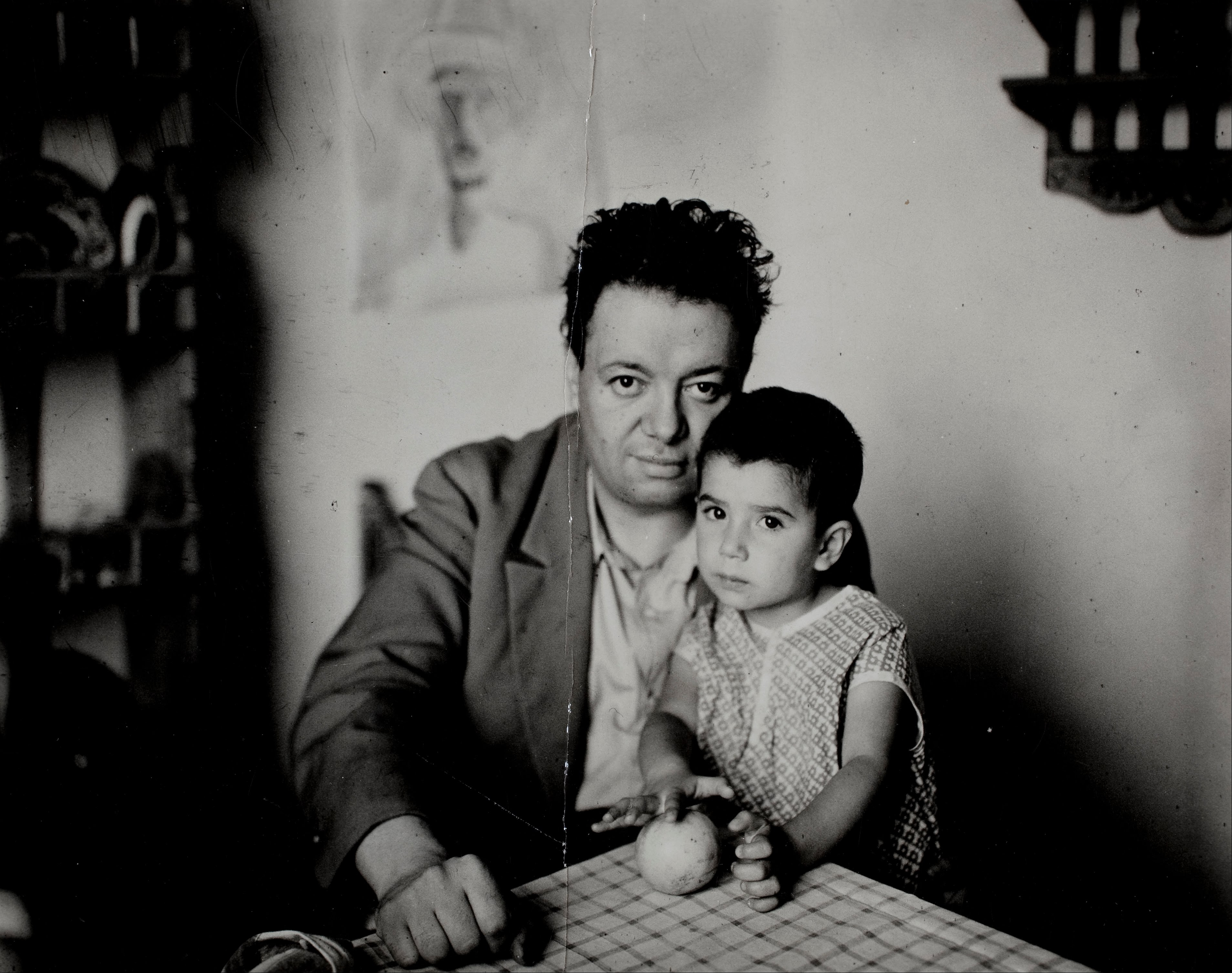
Rivera et sa fille Guadalupe.

En 1921, une fois la révolution mexicaine terminée, Rivera retourne au Mexique où, par le biais du Sindicato Revolucionario de Trabajadores Técnicos, Pintores y Escultores, dont il est l'un des fondateurs, il s'intéresse à l'idéologie communiste. Il réalise sa première peinture murale où figurent des sujets ethniques mexicains dans un contexte politique de gauche nationaliste.
En 1922, il épouse Guadalupe Marín, dont il a deux filles, Guadalupe et Ruth. La même année, il devient membre du parti communiste mexicain. Il participe à la création d’El Machete, qui est devenu le journal officiel du parti, avec David Alfaro Siqueiros, Jose Clo Orozco et Xavier Guerrero.
Rivera peint beaucoup, souvent pour attaquer l'Église et le clergé, sur commande des gouvernements post-révolutionnaires, dont il devient peu à peu un des peintres officiels. Avec des artistes comme José Clemente Orozco, David Alfaro Siqueiros et Rufino Tamayo, il commence à s'essayer aux fresques, sur de grands murs, dans un style simplifié et en employant des couleurs vives en phase avec les thèmes de la révolution de 1910 ou de la guerre civile des années 1911-1920.
Les plus emblématiques de ses fresques commandées par le gouvernement se trouvent au palais national à Mexico, où il peint notamment sa fameuse Épopée du peuple mexicain entre 1929 et 1935, et à l'école nationale d'agriculture à Chapingo. Rivera en peint plusieurs aux États-Unis, qu'il visite au début des années 1930 et aussi en 1940, privilégiant surtout les thèmes industriels. Sa plus célèbre fresque se trouve à l'institut des arts de Détroit.
Entre 1927 et 1930, financé par Dwight Morrow (en), alors ambassadeur des États-Unis au Mexique, il peint dans l'ancien palais Cortés à Cuernavaca, une fresque en plusieurs tableaux nommée Historia de Morelos, Conquista y Revolucíon. Il y dénonce notamment les mauvais traitements et l'exploitation infligés par les hacendados (entrepreneurs) aux peones (travailleurs) employés dans l'industrie sucrière moderne.

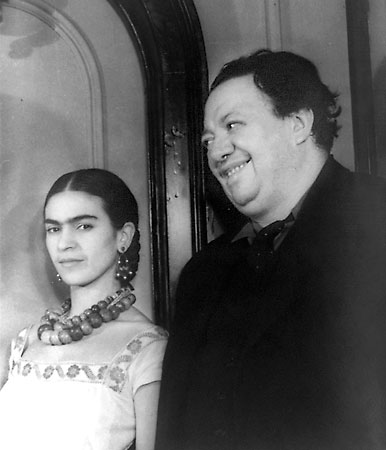
Diego Rivera et son épouse Frida Kahlo sur une photographie de Carl Van Vechten (1932).

Après plusieurs mariages et aventures amoureuses, il est présenté à Frida Kahlo, une militante communiste et peintre jouissant d'une certaine cote. À l'automne 1927, il se rend à Moscou pour la célébration des dix ans de la révolution d'Octobre. Il en est expulsé l'année suivante pour activités antisoviétiques. De retour à Mexico, il est exclu du parti communiste mexicain (1929).
Il épouse en 1929, à 43 ans, Frida Kahlo, de 22 ans sa cadette. Il divorce en 1939 pour se remarier avec elle un an plus tard.

### Aux États-Unis
En novembre 1930, Rivera et son épouse partent pour San Francisco. En 1930-1931, il réalise une Allégorie de la Californie pour décorer le Stock Exchange. Il s'attaque ensuite à une fresque appelée La réalisation d'une fresque, destinée à orner la California School of Fine Arts. Il s'y représente sur un échafaudage, le dos tourné aux spectateurs.
En juin 1931, il retourne brièvement au Mexique, pour y terminer la fresque du Palais National. Il rencontre Sergueï Eisenstein qu'il aide à connaître le Mexique pour la préparation du film Que Viva Mexico !.
En 1932, les dirigeants du Detroit Institute of Arts, subjugués par son style, lui confient la réalisation de fresques pour la Garden Court du bâtiment. Rivera et son épouse vont s'installer à Détroit, où le peintre se met au travail en juillet. Au lieu des deux murs initialement prévus, le peintre accepte d'en réaliser quatre pour le même prix. Cette série comportant vingt-sept panneaux, intitulée L'industrie de Détroit, est inspirée des usines Ford et en particulier de la fabrication de la Ford modèle V-8. La réalisation de cet ouvrage permet à Rivera de découvrir un monde industriel qui l'impressionne et le séduit, mais également ses aspects sociaux déplaisants.
Alors qu'il travaille encore à Détroit, Nelson Rockefeller et John D. Rockefeller lui proposent de décorer la réception de la Radio Corporation of America au Rockfeller Center de New York. Réalisée en 1933, l'œuvre, intitulée L'homme à la croisée des chemins, le regard tourné vers un avenir meilleur, suscite la polémique. Alors que l'esquisse de la fresque contenait la représentation d'un dirigeant syndical, Rivera peint un portrait de Lénine. Le 9 mai, après des tentatives de conciliation infructueuses, Rivera est licencié et l'œuvre dissimulée aux yeux du public. En février 1934, la fresque est détruite,. Après ce scandale médiatique, une commission annule une commande prévue pour la foire internationale de Chicago. Pour sa part, Rivera s'en est souvenu puisque, sur ses fresques ultérieures, Rockefeller, devenu sa némésis, est représenté.

### Retour définitif au Mexique

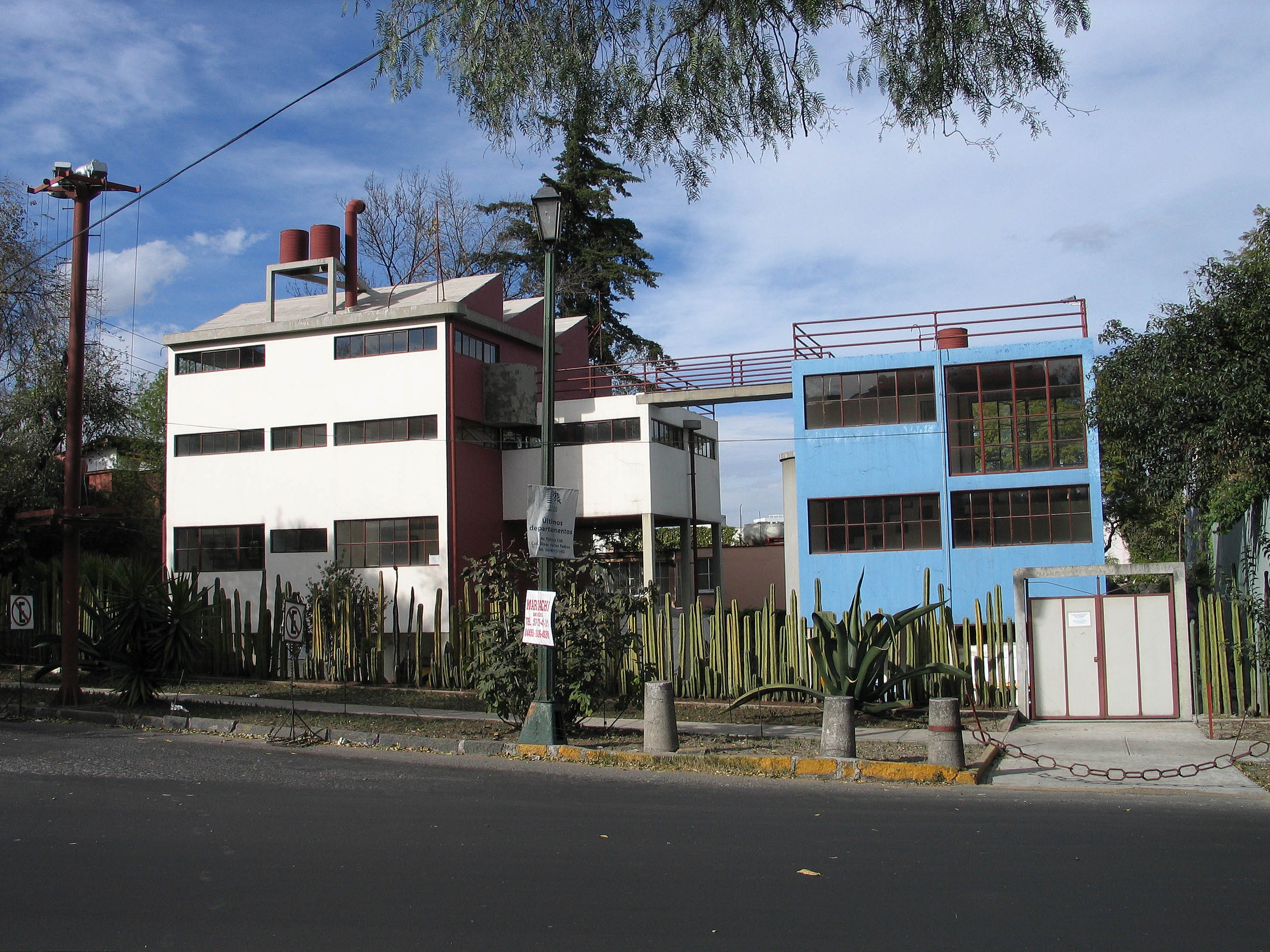
Maison de Rivera et de son épouse Frida Kahlo à San angel.

Après être rentré au Mexique, Rivera s'installe avec sa femme dans une maison de style Bauhaus qu'il a fait construire dans le quartier de San Angel à Mexico. La maison-atelier est constituée de deux cubes distincts l'un de l'autre reliés par une passerelle : le plus petit, peint en bleu, est occupé par Frida Kahlo ; dans l'autre, peint en rose, est aménagé le vaste atelier de Rivera.
En 1934, il entame une liaison avec Cristina, la sœur de sa femme. Frida Kahlo en souffre épouvantablement et déménage. En 1935, elle pardonne à sa sœur et écrit une lettre de réconciliation à Rivera.

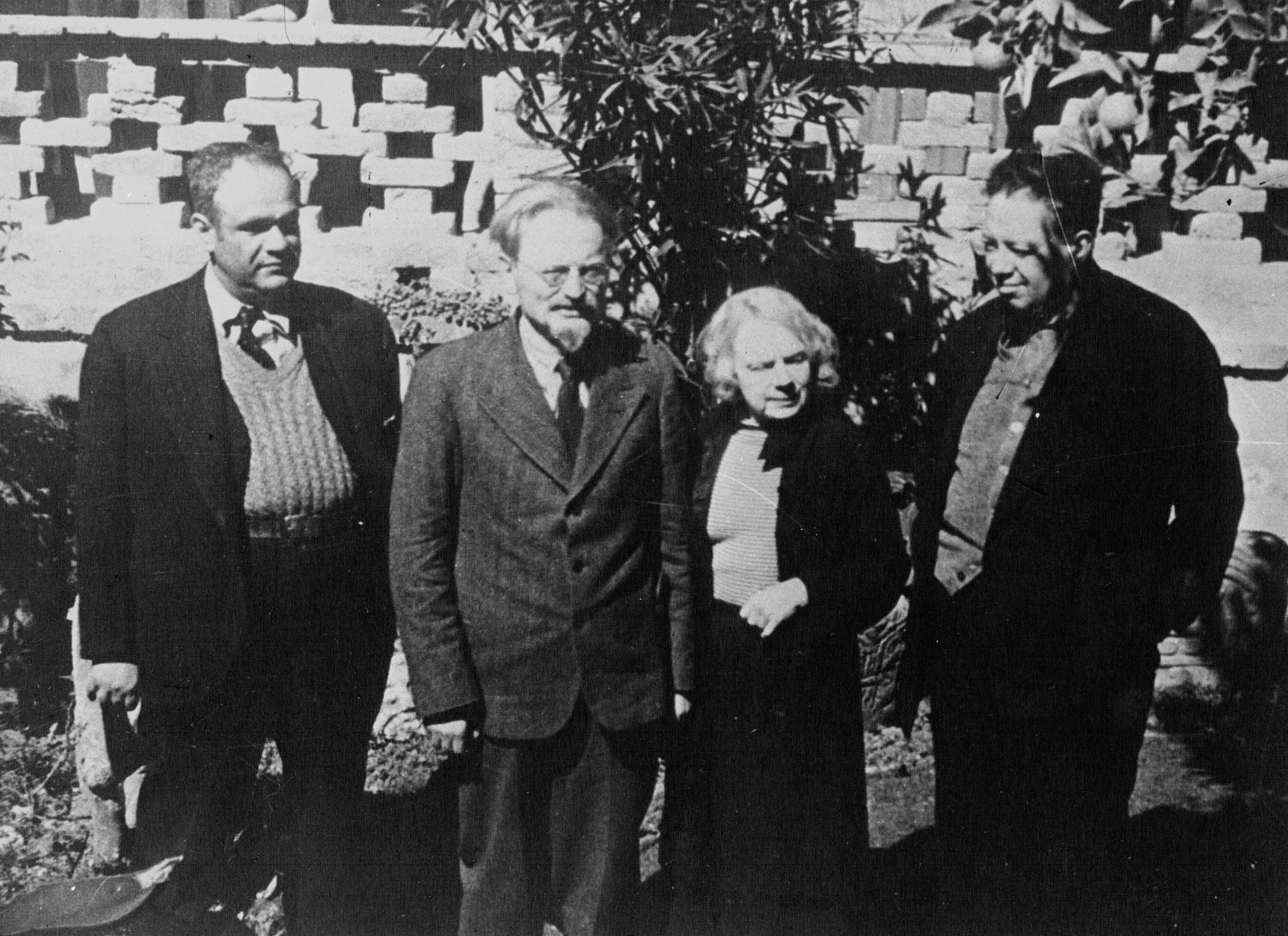
Rivera et Trotski (au centre).

Ayant rejoint la section mexicaine de la Quatrième Internationale en 1936, Rivera sympathise avec l'exilé soviétique Léon Trotski, qui habite dans la maison natale de son épouse Frida Kahlo à partir de janvier 1937. Mais ils ont un différend, car Frida a une brève liaison avec Trotski qui doit alors quitter le domicile de Rivera en 1939. Le 24 mai 1940, une tentative d'assassinat contre Trotski échoue. En raison de son différend avec lui, Rivera est soupçonné et quitte le pays.
À San Francisco, il réalise une fresque de dix panneaux, intitulée Unité panaméricaine (Pan American Unity) pour l'Exposition internationale du Golden Gate. Lorsque Trotski est assassiné le 21 août 1940, la maison de Rivera est fouillée et sa femme interrogée. Le peintre fait alors venir Frida aux États-Unis, où ils se remarient le 8 décembre 1940.

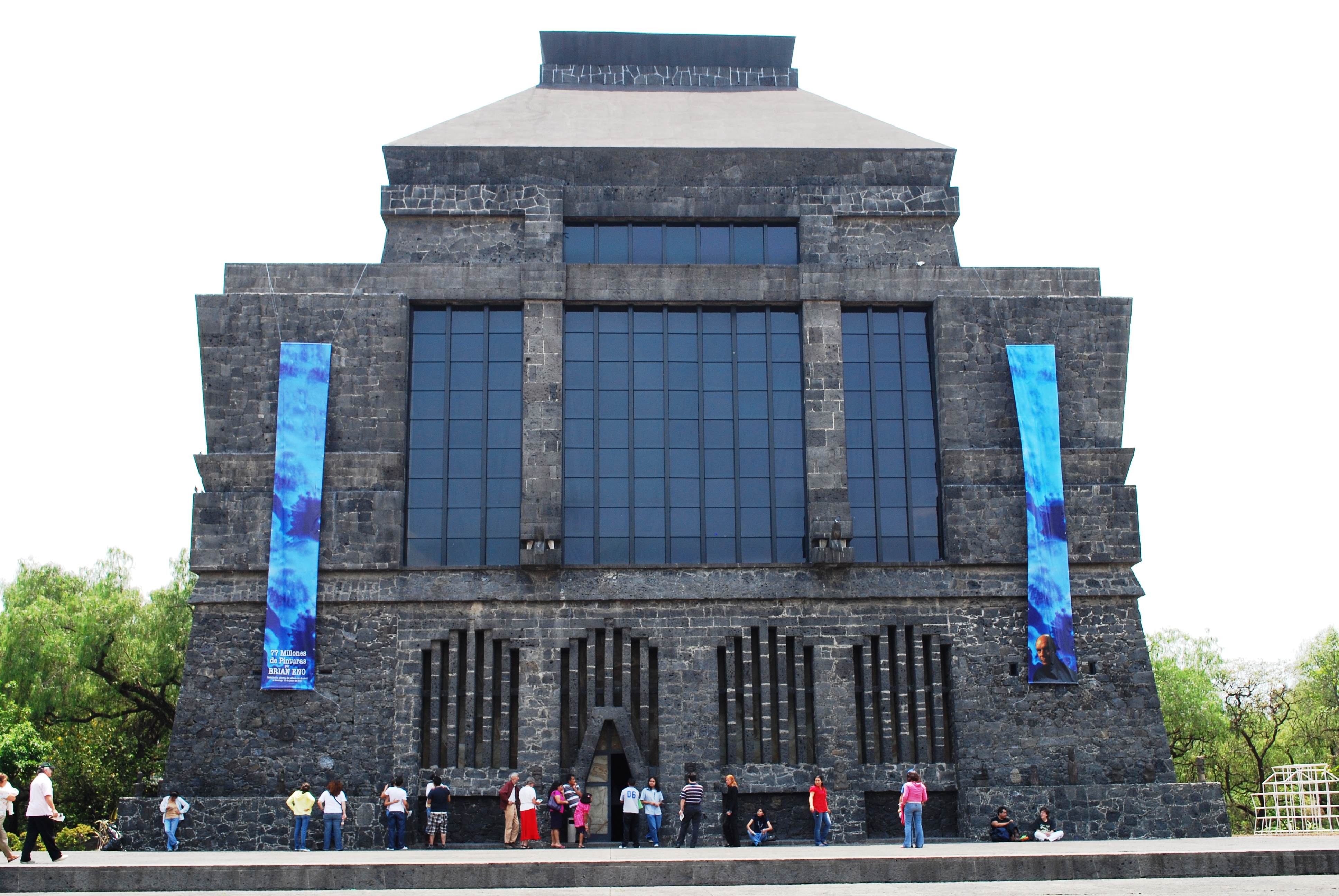
L'« Anahuacalli ».

En 1942, Rivera se lance dans la construction d'un bâtiment qu'il appelle l'« Anahuacalli », à Coyoacán dans le sud de Mexico, avec l'ambition d'y réunir sa collection de plusieurs dizaines de milliers de pièces d'objets préhispaniques. Bâti dans un style que le peintre lui-même appelle un mélange d'aztèque, de maya et de Rivera traditionnel, le bâtiment finira par devenir un musée en 1964, après la mort de son concepteur.
Rivera est l'un des membres fondateurs du Colegio Nacional (en) en 1943.
En 1953, il réalise pour un hôpital de Mexico sa dernière fresque, intitulée Le Désir du peuple d'être en meilleure santé.
Le 13 juillet 1954, Frida Kahlo meurt d'une pneumonie. Malgré sa promesse de garder à la cérémonie de funérailles un caractère neutre, Rivera fait couvrir le cercueil d'un drapeau rouge orné d'un marteau et d'une faucille. Le peintre, qui avait sollicité plusieurs fois sans succès sa réintégration dans le Parti communiste mexicain, l’obtient deux mois après ses funérailles. La même année, il offre l'« Anahuacalli » et la Casa Azul au peuple mexicain.
En juillet 1955, il épouse une amie, l'éditrice Emma Hurtado (1907-1974). Atteint d'un cancer du pénis, il se rend en Union soviétique pour y suivre un traitement au cobalt. En septembre 1957, il souffre d'un accès de phlébite, qui laisse son bras droit paralysé. Le 24 novembre, il meurt d'une crise cardiaque. Son souhait, exprimé en 1954, que ses cendres soient déposées avec celles de Frida dans un caveau de l' « Anahuacalli » n'est pas respecté. Sa dépouille est inhumée au Panteón de Dolores (en) à Mexico.

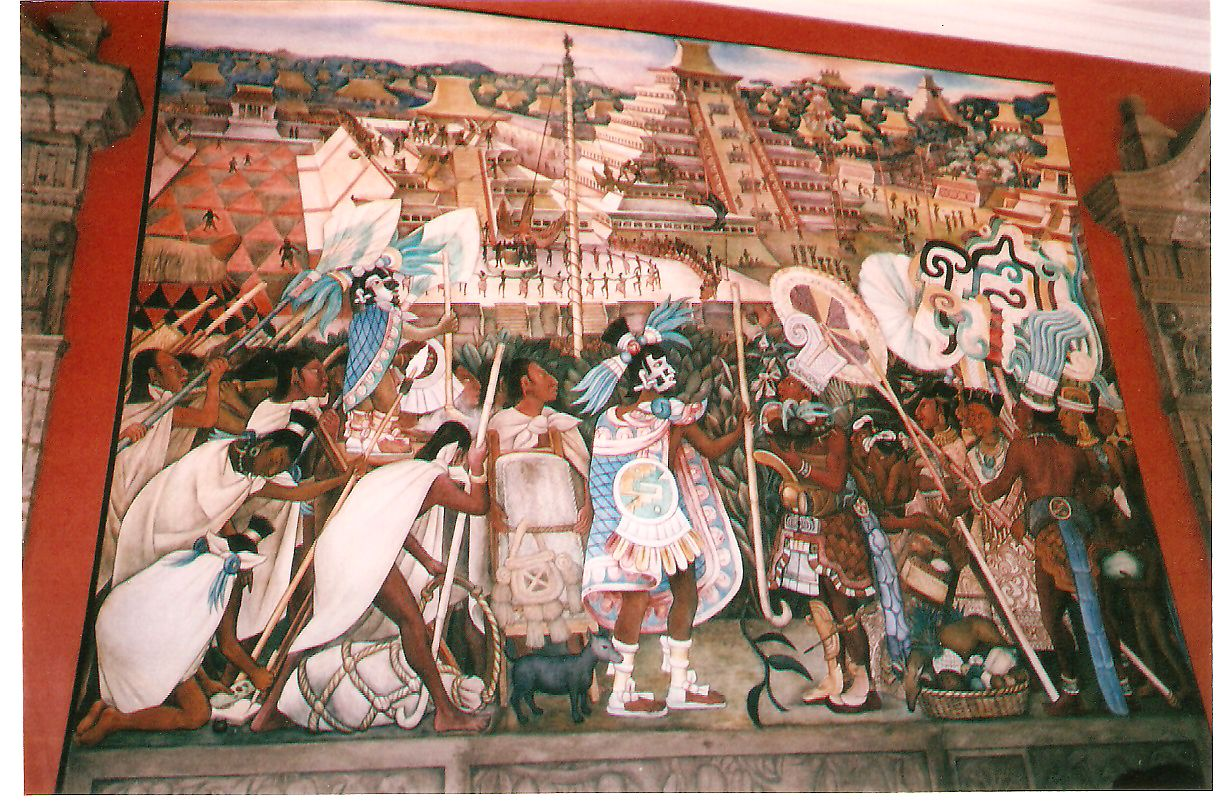
Fresque du palais national à Mexico.
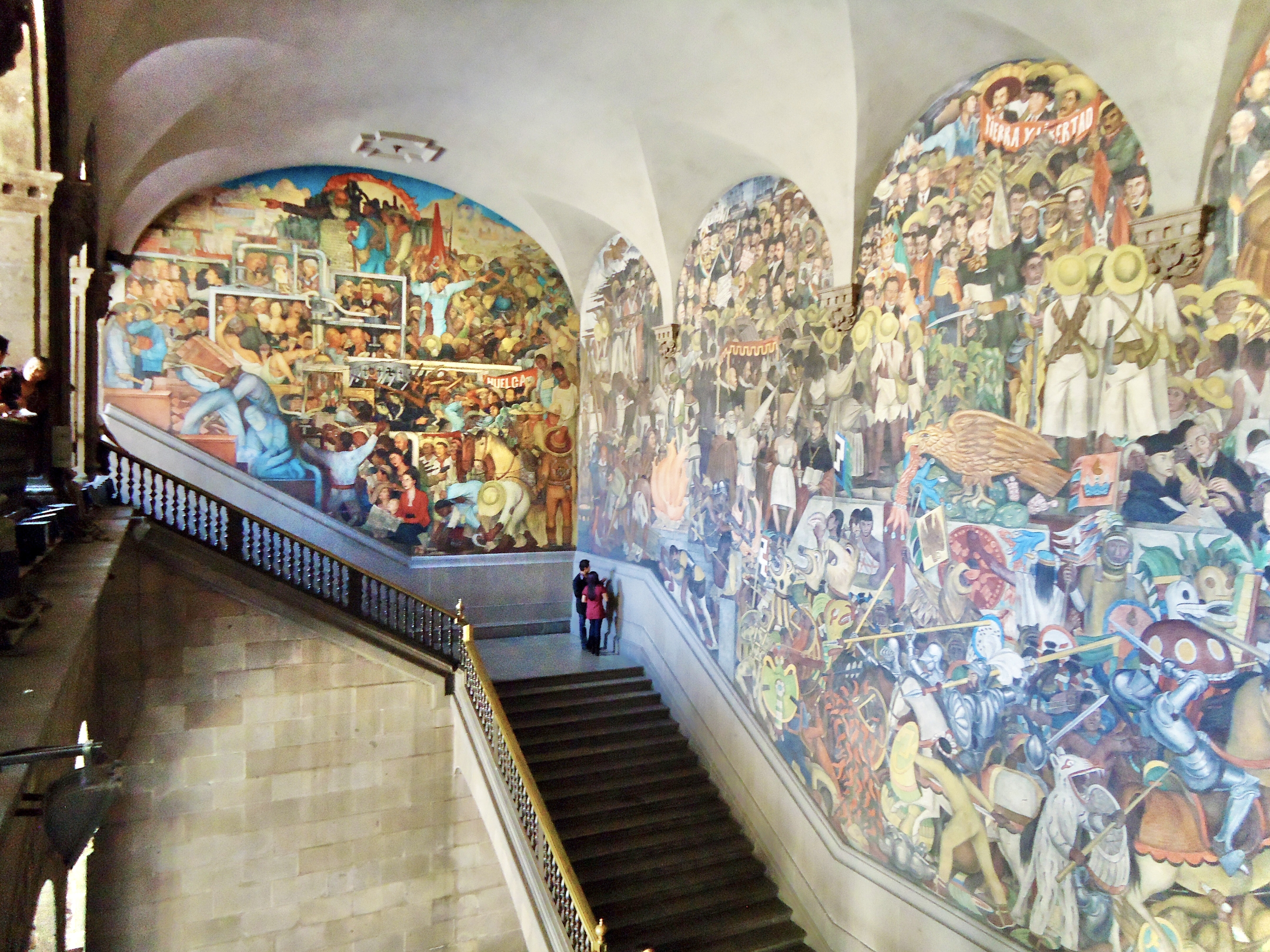
Vue d'ensemble de la moitié gauche de la fresque Épopée du peuple mexicain (palais national, Mexico).
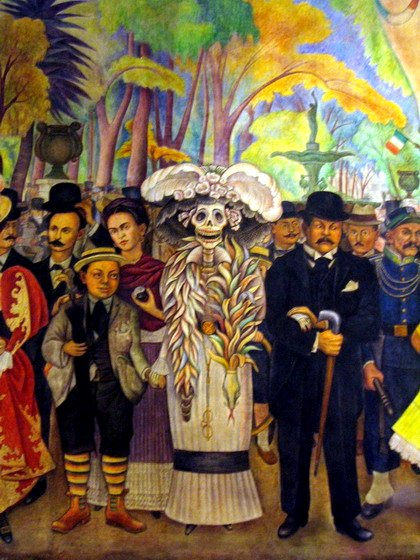
Détail de fresque sur panneau Rêve d'un dimanche après-midi dans le parc Alameda (1948). Rivera s'y représente sous la forme d'un jeune garçon. Frida Kahlo a la main posée sur son épaule.
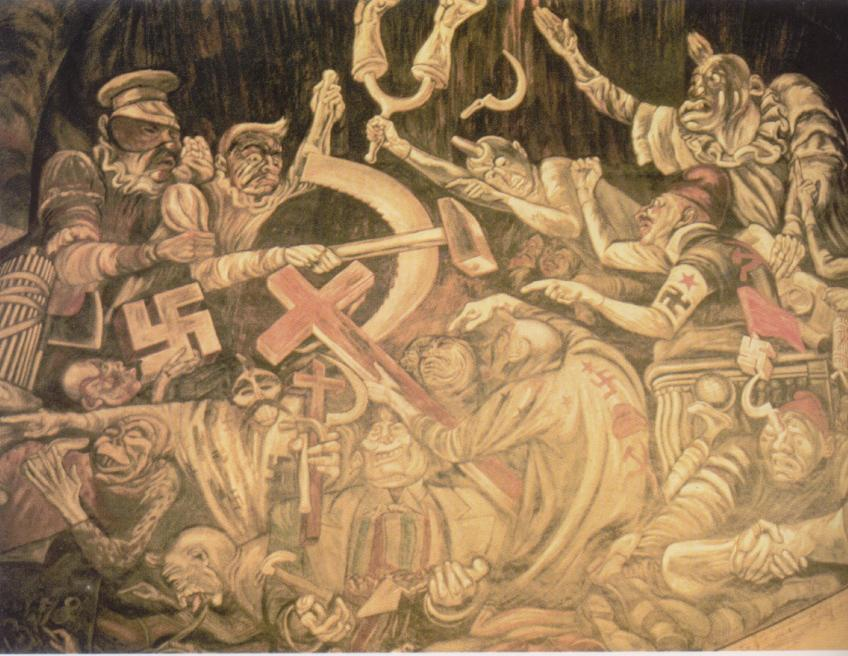
Fresque du palais du gouvernement, Guadalajara (Mexique).

## Son œuvre
De 1913 à 1918, ses peintures sont d'inspiration cubiste (dont Paysage zapatiste - Le Guérillero, 1915). À la suite d'un conflit avec le critique d'art Pierre Reverdy, il rompt avec le cubisme et revient à la figuration. Son voyage en Italie en 1920 lui fait découvrir les fresques murales qui vont l'inspirer pour son œuvre ultérieure la plus connue, ses immenses peintures murales. Il utilise pour cela les pigments traditionnels utilisés à l'époque pré-hispanique. Les thèmes traités sur commande du gouvernement sont sociaux et historiques, concernant l'histoire officielle récente du Mexique. L'inspiration est également politique avec la représentation du travail ouvrier (L'industrie de Detroit, 1932-1933).

## Critiques
Rivera a fait l'objet de nombreuses critiques de son vivant, notamment de la part de David Alfaro Siqueiros, qui l'accusa, dans un article publié le 29 mai 1934 par le magazine New Masses d'être un opportuniste, d'avoir une vision idéalisée et fausse des indigènes, d'être un touriste mental (parce qu'il s'est « planqué » à l'étranger durant la révolution), un snob, un saboteur du travail collectif, le peintre de la nouvelle bourgeoisie et des millionnaires, techniquement dépassé, de dépendre financièrement des subsides du gouvernement et d'être un de ses agents, un esthète de l'impérialisme.

## Divers
- En 2002, le film Frida, de Julie Taymor, avec Salma Hayek et Alfred Molina, retrace, entre autres, les amours tumultueuses du peintre avec Frida Kahlo.
- Le billet de 500 pesos mexicains en circulation depuis le 30 août 2010 comporte sur son recto une partie d'un autoportrait de Diego Rivera (Autorretrato dedicado a Irene Rich, de 1941) et de son tableau Desnudo con alcatraces (1944), ainsi que, sur son verso, une partie d'un autoportrait de Frida Kahlo de 1940 et du tableau de celle-ci El abrazo de amor del Universo, la Tierra (México), yo, Diego y el Señor Xólotl (1949)[26],[27].

Il a inspiré entre autres Dave Binnington (1949–2019), un artiste britannique de l'East End de Londres, pour son grand mural commémorant la bataille de Cable Street du 4 octobre 1936 contre le mouvement fasciste de Mosley.
En 2021, sa fresque murale Pan American Unity entreposée dans le City College of San Francisco depuis les années 1940 est déplacée au Musée d'Art moderne de San Francisco. La fresque dépeint un pont métaphorique entre la culture mexicaine et la technologie américaine. L'opération fut délicate, la pièce complète pesant 30 tonnes.